# 카흐
카흐(히브리어: כ״ך)는 이스라엘의 정통파 유대인, 국수주의 정당으로, 1971년 랍비 메이르 카하네가 창당하였다. 카하네주의를 이념으로 삼고, 1973년 선거에 출마하였으나 낙선하였고, 몇 번의 도전 끝에 1984년 선거에서 1석을 차지하였다. 하지만 1988년 선거에서는 인종 차별을 부추겼다는 이유로 1969년 개정된 크네세트 선거법을 위반하여 선거의 참여가 금지되었고, 1990년 카하네의 암살 이후 카하네는 살아있다(히브리어: כהנא חי)가 카흐에서 이탈하여 분당되었다. 두 정당 모두 1992년 선거에서 금지되었다가, 1994년 강제 해산되었다.
현재 두 조직 모두 국제 사회에 의해 테러 조직으로 간주하고 있다.

## 같이 보기
- 아랍-이스라엘 분쟁
- 유대방위연맹
- 유대방위기구
- 유대인 종교적 테러리즘
- 카하네주의